# The Younger Brother (film 1911 Vitagraph)
The Younger Brother è un cortometraggio muto del 1911. Il nome del regista non viene riportato.
In luglio, era stato distribuito dalla Edison Company un altro The Younger Brother, diretto da Bannister Merwin.

## Produzione
Il film fu prodotto dalla Vitagraph Company of America.

## Distribuzione
Distribuito dalla General Film Company, il film - un cortometraggio in una bobina - uscì nelle sale cinematografiche USA il 26 dicembre 1911.
Copia della pellicola è conservata negli archivi del National Film and Television Archive of the British Film Institute.